# Burlington (Wirginia Zachodnia)
Burlington – jednostka osadnicza w Stanach Zjednoczonych, w stanie Wirginia Zachodnia, w hrabstwie Mineral.